# 柏木きなこ
柏木 きなこ（かしわぎ きなこ、11月24日 - ）は、日本のイラストレーター、ブロガー、漫画家。女性。広島県出身。血液型B型。

## 略歴
- 2005年 - ブログ「きなこ激安中」をスタート。自身の母親に起こる出来事を主に取り上げて人気ブログとなり、2007年には「うちの母、はじめました」として書籍化された。

## 作品リスト
- うちの母、はじめました（2007年6月15日発行、新風舎、ISBN 978-4-289-02485-8）
- おかん[2]（2011年11月25日発売[3]、集英社、マーガレットコミックス、ISBN 978-4-864-95073-2）
  - 女子高生かあさん（『マーガレット』2011年5号 - 20号、21号別冊ふろく『みんなのキス』[注 1]）
  - うちの母いかがですか?（『ザ マーガレット』2008年12月号、2009年2月号 - 5月号、7月号、10月号、12月号、2010年1月号、3月号、5月号、9月号、12月号、2011年4月号、『マーガレット』2010年6号、8号、11号、2011年6号、22号）
- 尾道ねこ町さんぽ道（2020年4月17日発売[4]、イースト・プレス、ISBN 978-4-7816-1871-5）

### アンソロジー
- 東日本大震災チャリティー漫画本 PARTY! SORA[注 2][5]（2011年8月5日発売[6]、メディアパル、ISBN 978-4-89610-202-4）
  - 女子高生かあさん 番外編[7]（描きおろし）

### 単行本未収録作品
- 一緒にスイートホーム（集英社、『マーガレット』2006年12号別冊ふろく『ラブ先マーガレット』）
- モノのある生活[8]（『Opi-net』2009年1月16日配信 - 不定期連載中）
- ポジ×ポジ[9]（集英社、『マーガレット』2014年17号）
- うちの母いかがですか?（集英社、『ザ マーガレット』2011年6月号 - 2016年4月号[10]）
- 見晴らし良子さま[注 3]（芳文社、『まんがタイム』2016年4月号[11] - 2018年4月号[12]）
- 幼なじみがモテてムカつく![13]（集英社、『ザ マーガレット』2016年6月号）
- わんわんワンデブー[14]（集英社、『ザ マーガレット』2016年8月号）
- ボクらの友達計画[15]（集英社、『ザ マーガレット』2016年10月号）
- ひなたぼっこ[16]（集英社、『ザ マーガレット』2016年12月号）
- やさしさに包まれて お祝いめし〜ロールキャベツ〜[17]（2017年12月4日発売[18]、芳文社、『いただき〼幸せごはん⑫ 特別なこの一品★』、まんがタイムマイパルコミックス、ISBN 978-4-8322-5647-7）
- 華やか寿司 韓国風 旨辛マグロにぎり[19]（2018年3月5日発売[20]、芳文社、『いただき〼幸せごはん⑮ 春の華やか寿司』、まんがタイムマイパルコミックス、ISBN 978-4-8322-5669-9）
- お天気おねえさんの晴れ舞台[注 3]（芳文社、『まんがタイム』2018年6月号[21] - 連載中）